# 特里利瑟 (基輔州)
49°59′19″N 29°50′21″E / 49.98861°N 29.83917°E

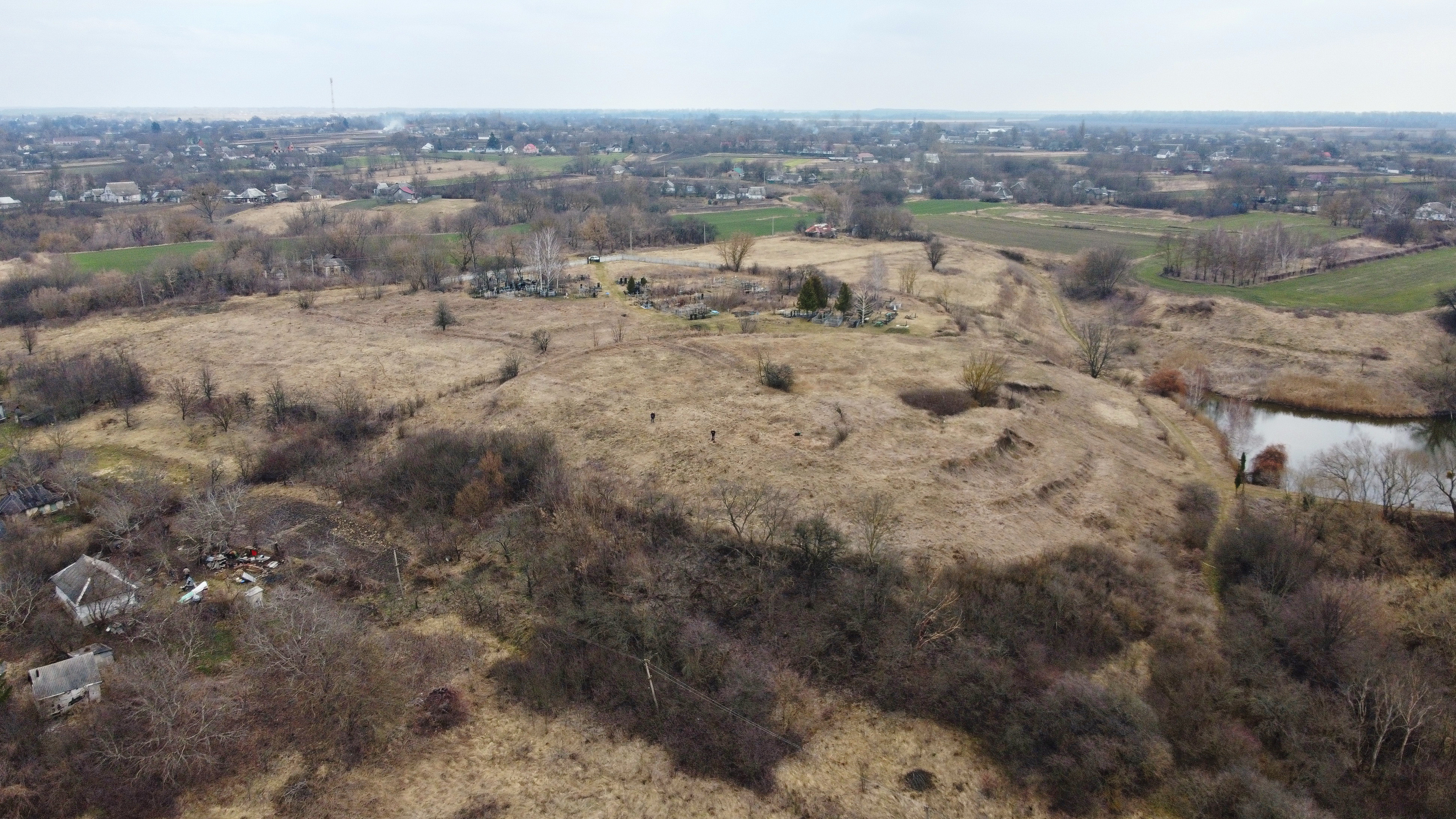
山丘堡垒

特里利瑟（烏克蘭語：Триліси）是位於烏克蘭北部的村莊，由基辅州法斯蒂夫區的科然卡市鎮負責管轄。該村面積9.06平方公里，海拔高度186米，人口1,900，人口密度每平方公里263.7人。